# Minilabrus
Minilabrus is een monotypisch geslacht van straalvinnige vissen uit de familie van lipvissen (Labridae).

## Soort
- Minilabrus striatus Randall & Dor, 1980